# 萃贤堂
萃贤堂是英国圣公会福建教区的第一座教堂，现已不存，其遗址位于福州市鼓楼区南后街65号（黄巷）的水表厂。
福建教区是英国圣公会在中国开创的规模最大的一个教区。1850年5月31日，温敦医生和札成牧师将该会传入福州，该会进入福州初期租房和发展信徒受到了林则徐和当地士绅的强烈反对，酿成惊动咸丰皇帝的“神光寺事件”。
1862年，英国圣公会传教士胡约翰（John Richard Wolfe）到达福州，获得英国商人的捐助，买下城内南后街和黄巷口的两间凶宅，改建为福州的第一座圣公会教堂，名为萃贤堂，并在此为福建第一批信徒施行洗礼。1864年初，萃贤堂被人放火烧毁。于是胡约翰再向福州英国商人筹集资金，重建萃贤堂，到1865年建成一座外观为哥特风格的砖木结构建筑，但是内部装饰则带有浓郁的中式风格，多处悬挂写有汉字的卷轴，及刻有黑底金字的匾额。1868年，福建圣公会第一位华人会吏黄求德在萃贤堂祝圣。
目前这座教堂已经在三坊七巷的重修中被拆除。